# Свети Атанасий (Ливади)
Вижте пояснителната страница за други значения на Свети Атанасий.
„Свети Атанасий“ (на гръцки: Ἁγίου Ἀθανασίου) е православна църква в село Ливади, Халкидики, Гърция, част от Йерисовската, Светогорска и Ардамерска епархия.

## История
Храмът е гробищен и е построен в източната част на селото. Според надписите на два каменни релефа, вградени в западната стена на храма, изграждането му е в две фази. Първоначалната е от 1818 година. След това обаче в 1821 година храмът е изгорен от османците по време на Халкидическото въстание и възстановяването му вероятно завършва в 1862 година, каквато е втората обозначена година.
В 1981 година църквата е обявена за паметник на културата.

## Архитектура
В архитектурно отношение е трикорабна базилика с дървен покрив, с женска църква, полукръгла апсида и отворен трем на юг и запад. Двата странични кораба са оформени като параклиси – северният, посветен на Свети Христофор, а южният – на Свети Харалампий. На двора има кулообразна камбанария.

## Вътрешност
Във вътрешността, където осветлението е слабо, са запазени живописна украса и ценен дърворезбован иконостас с неокласически елементи, дърворезбован амвон, владишки трон и епитафий от втората фаза на строителството.
Църквата има стенописи в проскомидията и декорации в народен стил в централния кораб. Общо в храма има запазени 74 преносими икони, едни царски двери, две двойки сребърни сватбени корони, сребърен потир и 26 старопечатни книги. Книгите датират от 1811, 1843 и 1890 година. Датите на иконите са 1827, 1844, 1859, 1865, 1873 и т.н., като няколко от тях са подписани от известни майстори от Галатищката художествена школа. Няколко от иконите, датирани в 1844 - 1845 година са дело на кожанския зограф Стерьос Димитриу - „Христос Вседържител Полиелеос“ (1844), „Свети Архангел Михаил“ (1844), „Свети Атанасий“ (1844), „Пророк Илия“ (около 1844), „Света Богородица Одигитрия“ (1844), „Христос Вседържител Елеймон“ (1844) и „Света Анастасия Узорешителница“ (1844). В нишата над западната врата има икона на дърво на Свети Атанасий на дърво с датировка 1898 и надпис „Επιτροπεύοντος / Δημητρίου / Στεκα [...]“, както и изображение на Свети Георги и Свети Димитър. Свети Харалампий е изобразен в нишата над южната врата.
- Икони на Стерьос Димитриу
- Христос Пантократор Полиелеос, 1844
- Архангел Михаил, 1844
- Свети Атанасий, 1844
- Свети Илия, около 1844
- Христо Пантократор Елеймон, 1844
- Света Богородица Одигитрия, 1844
- Света Анастасия Узорешителница, 1845